# Juana Inés
Juana Inés es una miniserie mexicana producida por Bravo Films para Canal Once en 2016. Fue creada por Patricia Arriaga Jordán, basada en la vida y trabajo de Sor Juana Inés de la Cruz. La producción se confirmó el 4 de noviembre de 2015 en la Ex-Hacienda Santa Mónica, en la Ciudad de México.
Está protagonizada por Arcelia Ramírez como Sor Juana Inés de la Cruz y Arantza Ruiz como Juana Inés de joven. consta de siete episodios, se estrenó el 26 de marzo de 2016.  
En enero de 2017, la serie está disponible en Netflix.

## Sinopsis
Muchos son los misterios que rodean la figura de Sor Juana Inés de la Cruz: su relación con la jerarquía de la iglesia, así como la razón detrás de su silencio repentino. Ella es la inspiración para esta serie de ficción, que no desatiende las diferentes aproximaciones e interpretaciones de su vida y trabajo. Imagina a la mujer que, a pesar de las convenciones sociales de su tiempo, busca desesperadamente un lugar favorable para su desarrollo intelectual. La serie fue cuestionada por un sector del sorjuanismo por haber sexualizado la relación de sor Juana con la virreina María Luisa Manrique De Lara y Gonzaga. La serie se transmitió en Canal Once y, posteriormente, en Netflix con mucho éxito tanto entre el público televidente como la crítica nacional e internacional. Álvaro Cueva dijo que ninguna propuesta de serie biográfica televisiva había estado "a la altura de las grandes propuestas de España, Francia e Inglaterra, hasta que llegó Juana Inés" (Milenio, 22 de marzo de 2016). Paul Julian Smith la calificó como una serie "atrevida e innovadora", como sor Juana (Film Quarterly, Vol. 70, Number 4, pp. 83-87).

## Elenco
- Arcelia Ramírez como Sor Juana Inés de la Cruz.
- Arantza Ruiz como la joven Juana Inés.
- Hernán del Riego como el Padre Antonio Núñez de Miranda.
- Margarita Sanz como Sor María.
- Lisa Owen como la virreina Leonor Carreto.
- Emilio Echevarría como Juez Antonio de Aunzibay y Anaya.
- Amanda Schmelz como la Regenta Mariana de Austria.
- Yolanda Corrales como la Virreina María Luisa Manrique de Lara y Gonzaga.
- Carlos Valencia como el Arzobispo Francisco de Aguiar y Seijas.
- Carlos Corona como el Arzobispo Payo Enríquez de Rivera.
- Mauricio Isaac como el Virrey Antonio Sebastián de Toledo Molina y Salazar, marqués de Mancera.
- Pedro de Tavira Egurrola como Carlos de Sigüenza y Góngora.
- Emilio Savinni como el Virrey Tomás Antonio de la Cerda y Aragón, Marqués de la Laguna.
- Roberto Duarte como Don Pedro Velázquez de la Cadena
- Orlando Moguel como Padre Domingo
- Alberto Collado como Ignacio Lizárraga
- Socorro de la Campa como Sor Pilar
- Karina Díaz López	como Sor Beatriz
- Clauddia Ruzi como Sor Adela
- Olfa Masmoudi como Monja Vidente
- Néstor Galván como el Obispo Manuel Fernández de Santa Cruz.
- Paulina Matos como María Luisa de Toledo y Carreto.
- Rocío García como Josefa López.
- Luis Maya como el Padre Carlos.
- Clementina Guadarrama como Malinalli.
- Fernanda Tosky como novicia Conchita

## Episodios
| N.º | Título                         | Dirigido por                            | Escrito por                              | Fecha de lanzamiento original |
| --- | ------------------------------ | --------------------------------------- | ---------------------------------------- | ----------------------------- |
| 1   | «Miradme al menos»             | Patricia Arriaga Jordán                 | Patricia Arriaga Jordán                  | 26 de marzo de 2016           |
| 2   | «Para el alma no hay encierro» | Patricia Arriaga Jordán & Emilio Maillé | Patricia Arriaga Jordán & Monika Revilla | 2 de abril de 2016            |
| 3   | «Lágrimas negras de mi pluma»  | Emilio Maillé                           | Patricia Arriaga Jordán & Monika Revilla | 9 de abril de 2016            |
| 4   | «Este amoroso tormento»        | Emilio Maillé                           | Javier Peñalosa & Monika Revilla         | 16 de abril de 2016           |
| 5   | «Divina Lysi»                  | Emilio Maillé                           | Monika Revilla                           | 23 de abril de 2016           |
| 6   | «Detened la mano»              | Emilio Maillé                           | Javier Peñalosa & Monika Revilla         | 30 de abril de 2016           |
| 7   | «La vida con que muero»        | Julián de Tavira                        | Patricia Arriaga Jordán & Monika Revilla | 7 de mayo de 2016             |

## Premios y nominaciones
Juana Inés fue nominada a 14 Premios Pantalla de Cristal, de los cuales ganó 11:
- Mejor Serie de Ficción
- Mejor Director - Emilio Maillé, Patricia Arriaga Jordán, Julián de Tavira
- Mejor Valores de Producción - Patricia Arriaga Jordán
- Mejor Fotografía - Luis Ávila
- Mejor Guion - Javier Peñalosa, Monika Revilla, Patricia Arriaga Jordán[10]
- Mejor Edición - Cynthia Navarro
- Mejor Casting - Luis Maya
- Mejor Director de Arte - Marisa Pecanins
- Mejor Investigación - Patricia Arriaga Jordán
- Mejor Actriz - Arantza Ruiz
- Mejor Actor - Hernán del Riego